# Capromys
Capromys is een geslacht van zoogdieren uit de familie van de stekelratten (Echimyidae). De wetenschappelijke naam van het geslacht werd in 1822 gepubliceerd door Anselme Gaëtan Desmarest. Het geslacht is endemisch op Cuba.

## Soorten
Er worden 3 soorten in dit geslacht geplaatst:
- Capromys garridoi Varona, 1970 - Garridohutia
- Capromys geayi de Pousargues, 1899[2]
- Capromys pilorides (Say, 1822) - Cubaanse hutia